# Hlînske, Talalaiivka
Hlînske (în ucraineană Глинське) este un sat în comuna Krasnîi Koleadîn din raionul Talalaiivka, regiunea Cernihiv, Ucraina.

## Demografie
Componența lingvistică a localității Hlînske
     Ucraineană (95,45%)
     Rusă (4,55%)
Conform recensământului din 2001, majoritatea populației localității Hlînske era vorbitoare de ucraineană (95,45%), existând în minoritate și vorbitori de rusă (4,55%).